# Саакян, Давид Назарович
Давид Назарович Саакян (1 января 1922, Джалалоглы — 31 июля 1991, Ереван) — специалист в области машиностроения и механизации сельского хозяйства.

## Биография
В 1941 окончил Вольское авиационно-техническое военное училище, весь период Великой Отечественной войны работал авиамехаником.
В 1945—1948 — второй секретарь Кироваканского райкома ЛКСМ Армении.
В 1953 окончил Ереванский сельскохозяйственный институт по специальности «инженер-механик».
В 1967 защитил докторскую диссертацию. С 1971 — профессор.
В 1967—1972 — заместитель директора Армянского научно-исследовательского института механизации и электрификации сельского хозяйства (АрмНИИМЭСХ); одновременно — заведующий кафедрой общетехнических дисциплин Армянского педагогического института им. Х. Абовяна.
В 1972—1978 — декан факультета физики и общетехнических дисциплин; одновременно — заведующий отделом сельского хозяйства АрмНИИ научно-технической информации и научный сотрудник АрмНИИ планирования и нормативов.
В 1978—1987 — директор Кироваканского филиала Ереванского политехнического института.
Автор около ста научных работ по сельскохозяйственному машиностроению, качеству и эксплуатации машин.

## Избранные труды
- Саакян Д. Н. Контроль качества механизированных работ в полеводстве. — М.: Колос, 1973. — 271 с.
- Саакян Д. Н. Методика оценки эффективности и качества механизированных работ: (Обзор). — Ереван: Б. и., 1980. — 96 с. (В надзаг.: Арм. НИИ НТИ и техн.-экон. исслед.).
- Саакян Д. Н. Система показателей комплексной оценки мобильных агрегатов. — М.: Машиностроение, 1969. — 255 с.
- Саакян Д. Н. Система показателей комплексной оценки мобильных машин. — М.: Агропромиздат, 1988. — 415 с. — ISBN 5-10-000324-3.
- Саакян Д. Н. Система показателей оценки сельскохозяйственных полевых агрегатов. — Ереван, 1965. — 173 с.
- Саакян Д. Н. Эффективность и качество механизированных работ. — Ереван: Айастан, 1983. — 274 с. (на арм. яз.)

### Патенты
- Способ получения пресс-материала. № документа 01359276 от 15.12.1987. Автор(ы): Саакян Давид Назарович, Галстян Амбарцум Аршалуйсович, Насилян Эмма Амбарцумовна, Галстян Люся Аршалуйсовна.
- Пресс-композиция. № документа 01368319 от 23.01.1988. Автор(ы): Саакян Давид Назарович, Казарян Сергей Арамаисович, Григорян Виктор Николаевич, Арутюнян Гегам Норайрович, Исаакян Сергей Григорьевич, Галстян Амбарцум Аршалуйсович.